# Lit (géologie)
Pour les articles homonymes, voir Lit.

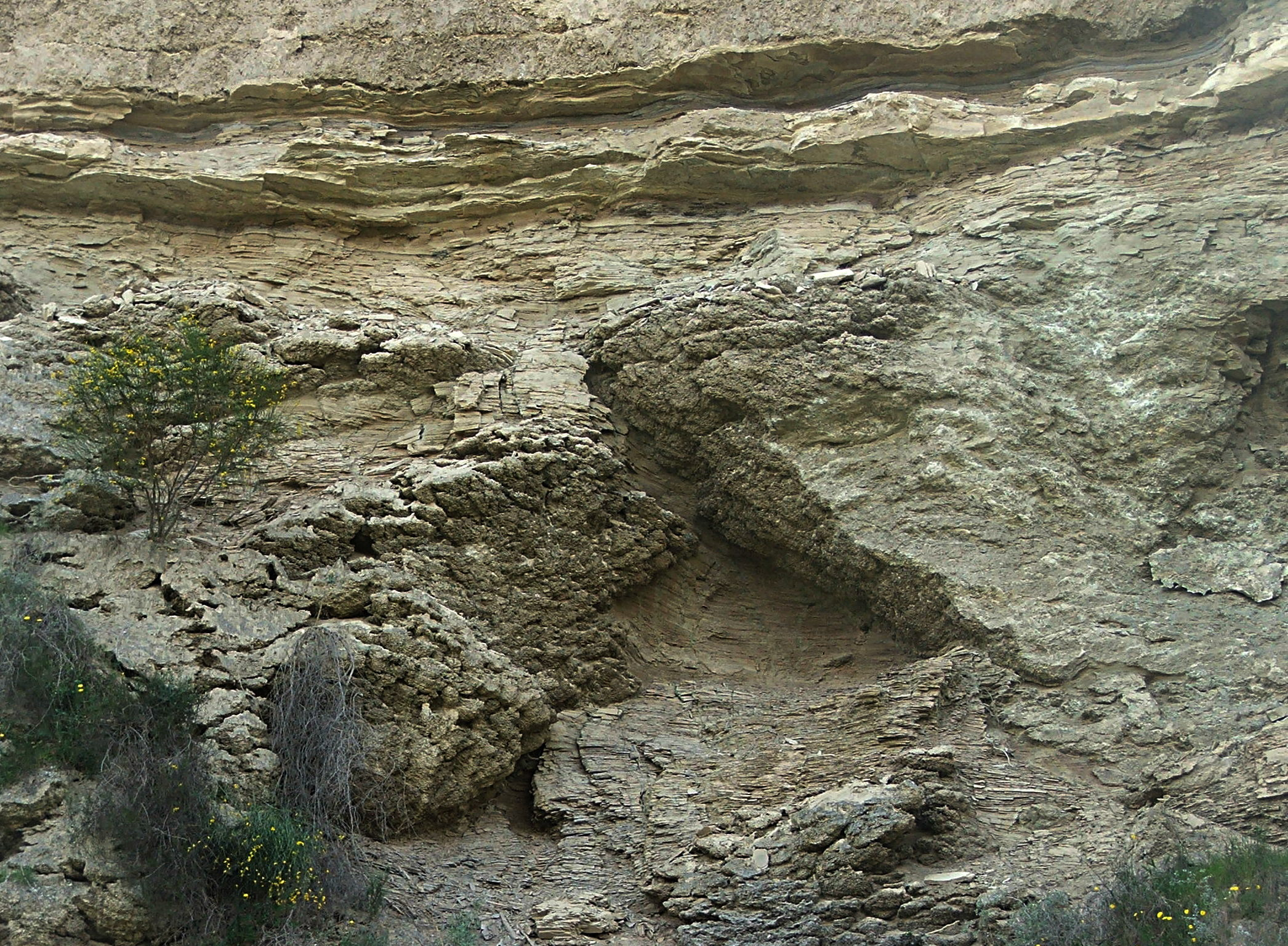
Lits de sédiments dans du gypse (haut de l'image).

En géologie, le lit est une strate de faible épaisseur (quelques centimètres à quelques décimètres). On l'appelle aussi niveau, assise ou horizon, mais plus spécialement si on peut le caractériser sur une certaine distance par sa nature pétrographique ou son contenu paléontologique. Quand l'épaisseur d'une strate est inférieure à 2 mm on parle de feuillets, quand il s'agit de plusieurs mètres on parle de bancs.
Le litage est le fait, pour un terrain, de comporter des lits.
Dans une carrière de roches sédimentaires (comme le calcaire), le lit est le sens dans lequel s'est produite la sédimentation, et donc la formation de la roche elle-même, par couches successives, généralement horizontales. 
La pierre utilisée en construction, soit brute, soit taillée, quel que soit le degré de précision de la taille, est posée de manière que son lit soit horizontal, ce qui lui permet de résister au mieux aux pressions qui s'exercent sur elle. La pose sur lit est donc la manière « normale » de poser les pierres dans la construction. La pose en délit, où le lit est vertical, expose à des fractures verticales ou au délitement. Elle est utilisée exceptionnellement, avec des roches suffisamment homogènes et dans des buts esthétiques (l'époque du gothique flamboyant en fait largement usage en vue d'accentuer la verticalité et la hauteur des colonnes et des ornements).
Le terme lit désigne aussi les faces opposées d'une pierre taillée : le lit de pose est la face inférieure, le lit d'attente est la face supérieure, qui reçoit la nouvelle assise de pierres après que la première a été terminée.